# Skałka (województwo dolnośląskie)
Skałka – wieś w Polsce położona w województwie dolnośląskim, w powiecie wrocławskim, w gminie Kąty Wrocławskie, w Parku Krajobrazowym Doliny Bystrzycy.
Wieś do roku 1998 znajdowała się w województwie wrocławskim.

## Nazwa
Pierwsza wzmianka o miejscowości znajduje się w łacińskim dokumencie z 1250 roku wydanym przez papieża Innocentego IV w Lyonie gdzie wieś zanotowana została w zlatynizowanej, staropolskiej formie „Scalka”.
W księdze łacińskiej Liber fundationis episcopatus Vratislaviensis (pol. Księga uposażeń biskupstwa wrocławskiego) spisanej za czasów biskupa Henryka z Wierzbna w latach 1295–1305 miejscowość wymieniona jest w zlatynizowanej formie Schalkow. Do roku 1945 wieś nosiła nazwę Schalkau.

## Geografia
Wieś położona 20.5 km od Wrocławia w kierunku południowo-zachodnim, 9.5 km na północny wschód od Kątów Wrocławskich.

## Historia
Ulicówka, pojawia się w źródłach w 1250 r. jako Scalka, podlegała wtedy klasztorowi augustianów z Wrocławia. W 1353 r. wzmiankowano folwark Schalkau, 1426 r. - Schalkow. W latach od, co najmniej, 1488 do 1622 r. w posiadaniu rodziny von Geresleben (Gerisleben, Jeresleben). W 1786 r. graf von Haugwitz sprzedaje Skałkę i Romnów grafom von Posadowsky. W
tym czasie oprócz czynszu płaconego przez poddanych, nabywca zyskiwał dwa folwarki, ziemie, które stanowiły uposażenie kościoła, karczmę, owczarnie w Romnowie, dwa młyny oraz zgodę cesarską na warzenie i wyłączną sprzedaż piwa w obu wsiach, a także pałac. W pierwszej połowie XIX wieku wieś przeszła na własność Carla Gottlieba Eisfelda, a po nim Oberamtmanna Karla Friedriecha Eisfelda. W latach 70. i 80. zarządzał Johann Carl Heinrich Herrmann ze Stanowic w powiecie Oława (Klein Stannowitz, Kreis Ohlau). Pod koniec XIX wieku powstała dziedziczna fundacja Eisfeldt - Hermann’sche Stiftung, obejmująca Skałkę i Romnów. Na początku XX wieku obie wioski są w rękach Hansa Jesdinsky’ego, który pozostaje właścicielem wsi do 1945 r. Do 1945 r. funkcjonowała gospoda (ul. Łąkowa 12), szkoła katolicka (ul. Szkolna 7) i młyn, który jeszcze do niedawna funkcjonował we wsi. Od 1945 roku miejscowość występowała pod spolszczoną nazwą Siołków, zajęta przez Armię Czerwoną i Wojsko Polskie, została przeznaczona przez DOW IV na osadnictwo wojskowe, następnie PUZ nadzorował parcelację pomiędzy osadników.

## Zabytki

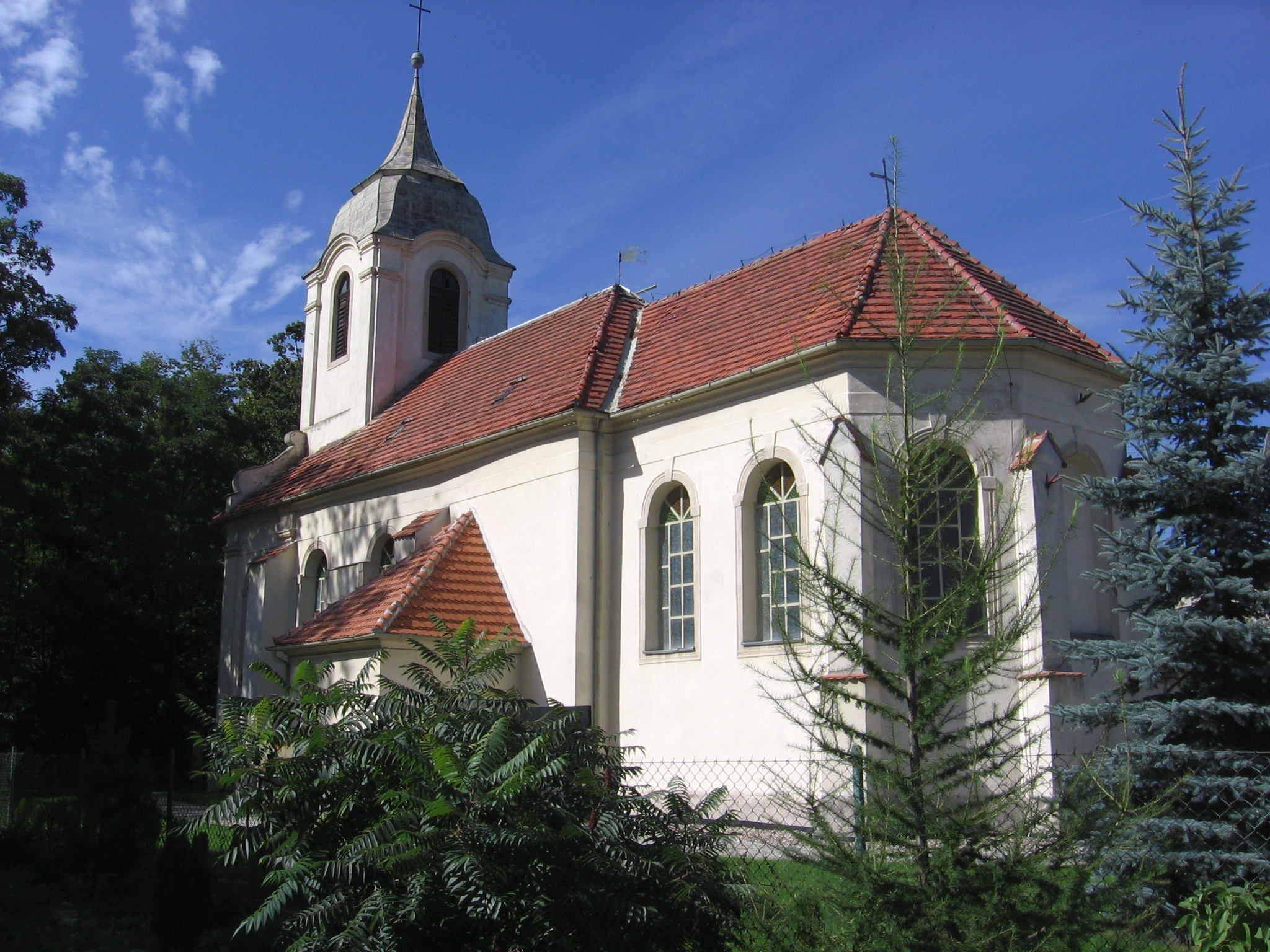
Kościół pw. św. Marii Magdaleny

Do wojewódzkiego rejestru zabytków wpisany jest:
- kościół fil. pw. św. Marii Magdaleny, najważniejszy zabytek wsi. Pierwszy kościół wspomniano w źródłach w 1426 r. Obecny, gotycki, wzniesiono pod koniec XV wieku. Przesklepiony w 1488 r. – XV w. dzięki Wawrzyńcowi i Kasprowi von Geresleben, zwanych Pollakami. W okresie reformacji przejęty przez protestantów. W 1611 r. staraniem Hansa (Pollaka) von Geresleben i jego żony Ewy, z domu von Schellendorf, wyremontowano sklepienia, dobudowano kruchtę południową i nową ambonę. Od 1654 r. kościół ponownie stał się katolicki, w 1696 r. Karolina von Sternberg, ur. von Nimptsch, ufundowała prawdopodobnie lożę kolatorską, a Maria Józefina Teresa von Glaubitz nową ambonę. W latach 1717–1720 Konrad von Sternberg i Anna von Sternberg, ur. von Stuben, fundują nowe wyposażenie świątyni. W 1746 r. staraniem Antoniego Ernesta von Sternberg i jego żony Józefiny, ur. von Glaubitz, rozbudowano kościół, dobudowując przęsło nawy, nad którym wzniesiono wieżę. Zmieniono podziały na elewacji, nad oknami w prezbiterium wymalowano herby i nazwiska dotychczasowych fundatorów. Kolejne remonty przeprowadzono w latach 1833 i 1850. W 1904 r. w wyniku uderzenia pioruna została uszkodzona wieża, odbudowana rok później – niższa o jedną kondygnację. W efekcie powstał kościół jednonawowy, orientowany, z prezbiterium zamkniętym trójbocznie, nawa na planie prostokąta, nad ostatnim przęsłem wieża czworoboczna, poza tym zakrystia i kruchta. Sklepienie krzyżowo+żebrowe w prezbiterium i kruchcie, w nawie sklepienie kolebkowe z lunetami, tak jak w zakrystii. Późnobarokowe portale wstawiono w 1746 r. Wyposażenie wnętrza regencyjno-rokokowe z tego samego roku. W aktach archiwalnych zachował się opis wystroju wnętrza. Chór muzyczny z barokowym kartuszem z herbami rodzin von Sternberg i Pfeifer von Palmkron. Ławy kolatorskie z dwoma kartuszami herbowymi von Sternberg oraz von Glaubnitz. Płyty nagrobne rodziny von Geresleben: Kaspra Pollaka oraz Katarzyny, ur. von Höring, z 1589 r., płyta syna Kaspra-Hansa Krzysztofa, który zmarł prawdopodobnie w 1603 r. Późnobarokowa brama z pilastrami, z ok. 1746 r., prowadząca na teren kościoła i zlikwidowanego obecnie XIX-wiecznego cmentarza. Dawna kaplica grobowa rodziny von Eisfeld z poł. XIX wieku, w pn-wsch narożniku muru – pełniła funkcję salki katechetycznej. Kościół poważnie ucierpiał w 1945 roku, kiedy to wojsko radzieckie zamieniło świątynię na stajnię, w której gromadzono konie i bydło. Przez następne lata kościół nie był użytkowany i dopiero ostatnie remonty przywróciły mu pierwotną funkcję, jednak wielu z opisanych elementów dekoracyjnych nie udało się odnowić.

Inne zabytki:
- zabudowania młyna, ul. Łąkowa 14-14 a, nad rzeką Bystrzycą stanowią charakterystyczny element wsi. Pierwotnie młyn wodny, przebudowany na przełomie XIX i XX wieku na elektryczny, czterokondygnacyjny z dwuspadowym spłaszczonym dachem. Otynkowany, z gzymsem ceglanym na wysokości drugiej kondygnacji, poza tym opaski ceglane wzdłuż elewacji.Młyn i elektrownia wodna był czynny do lat 80., obecnie w rękach prywatnych- elektrownia nadal funkcjonuje. Jaz na Bystrzycy I poł. XX wieku- odprowadzał wodę z młynówki, drugi jaz znajduje się przy moście przed młynem;

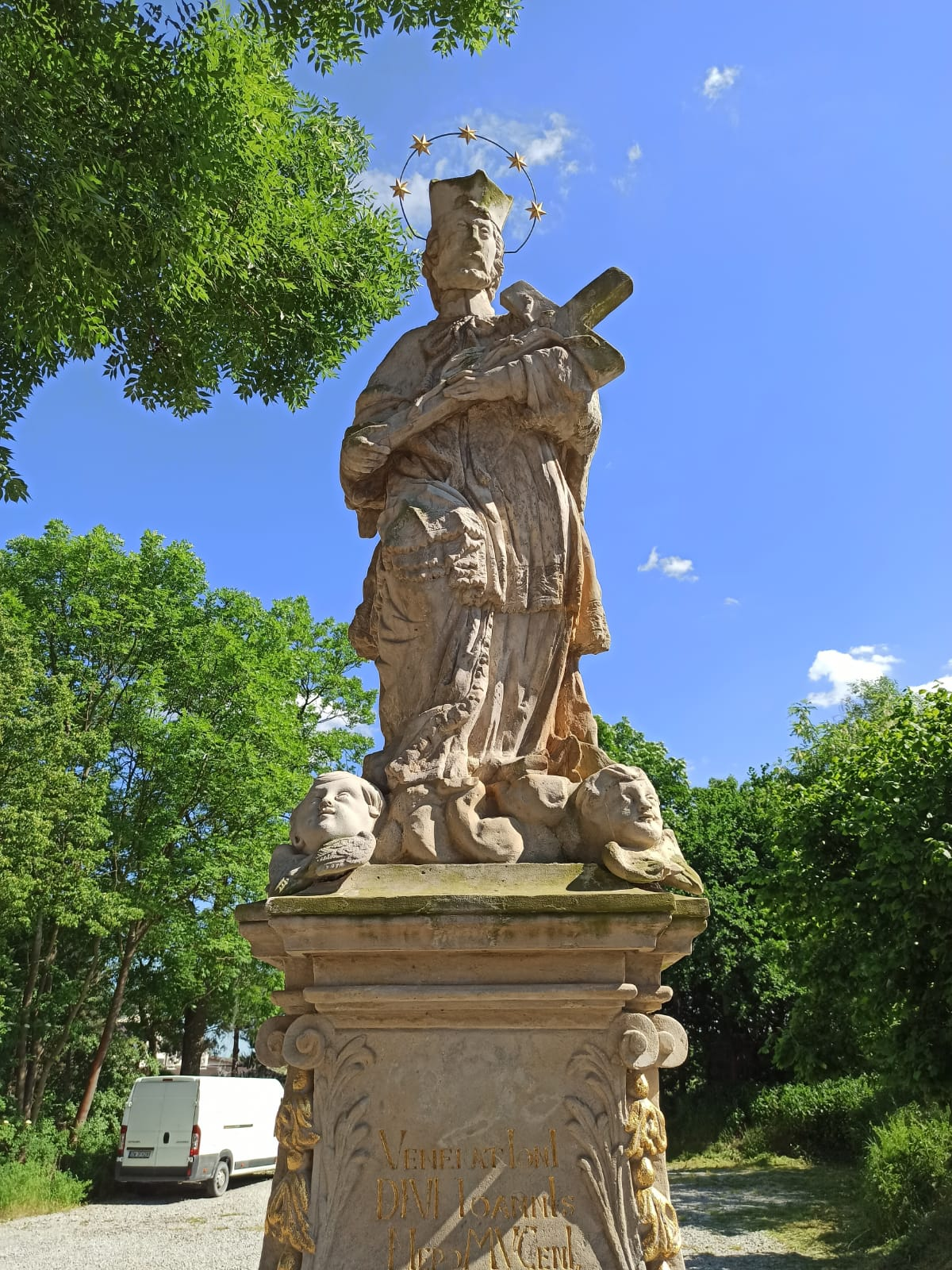
Pomnik św. Jana Nepomucena

- pomnik św. Jana Nepomucena (ul. Łąkowa), stanął naprzeciwko młyna w pobliżu rzeki, w czasach największej popularności świętego. Data zapisana chronostychem określa rok powstania na 1730. Pomnik wykonano z piaskowca, na cokole z dekoracją akantową naroży, wyżej figura Św. Nepomucena trzymającego krzyż (uszkodzona – brak lewej ręki), stojącego na obłoku, u jego stóp putta. Inskrypcja wspominająca fundatora, rycerza Antoniego Ernesta de Sternberg, została spisana w łacinie w formie chronostychu: VeneratIonI DIVI JoannIs NepoMVCenI PatronI Svi et ProteCtorIs HANC STATVAM hIC Pie pro VIatore AntoniVs ErnestVs CoMes De Sternberg ere-XIt. W tylnej części relief ku czci Św. Antoniego Padewskiego, Św. Donata i Franciszka Ksawerego, którzy mieli chronić miejscową ludność od wszelkich nieszczęść. Pierwotnie pomnik posiadał dodatkowo sześcienny cokół, a blisko niego istniał dom o konstrukcji szachulcowej. W wyniku wypadku drogowego w latach 80. XX wieku pomnik został mocno uszkodzony i ponownie poskładany w całość.

Zabytki nieistniejące:
- pałac; istniał we wsi prawdopodobnie w XIX wieku, lokalizowany za tartakiem na północny zachód od kościoła. Obecnie trudno znaleźć jakiekolwiek ślady tego obiektu i ustalić jego historię. Nieliczne osoby pamiętają fundamenty, nie wiadomo jednak kiedy i w jakich okolicznościach został rozebrany. Wspomina o nim niemiecki badacz Knie w 1830 i 1845 roku. Ok. 1786 roku Jan Baltazar Kurzbach von Seydlitz sprzedał majątek w Skałce hrabiemu Janowi Wacławowi von Haugwitz za 75 000 talarów, zastrzegł sobie, że chce zabrać rośliny rosnące w pałacowej oranżerii w miedzianych donicach. Nie wiadomo, co poza oranżerią pałac posiadał, jak wyglądał, ani jaka była jego historia.